# Etat batalionu ON typ II
Etat batalionu ON typ II tzw. „pomorski” – etat pododdziału piechoty Wojska Polskiego II RP.

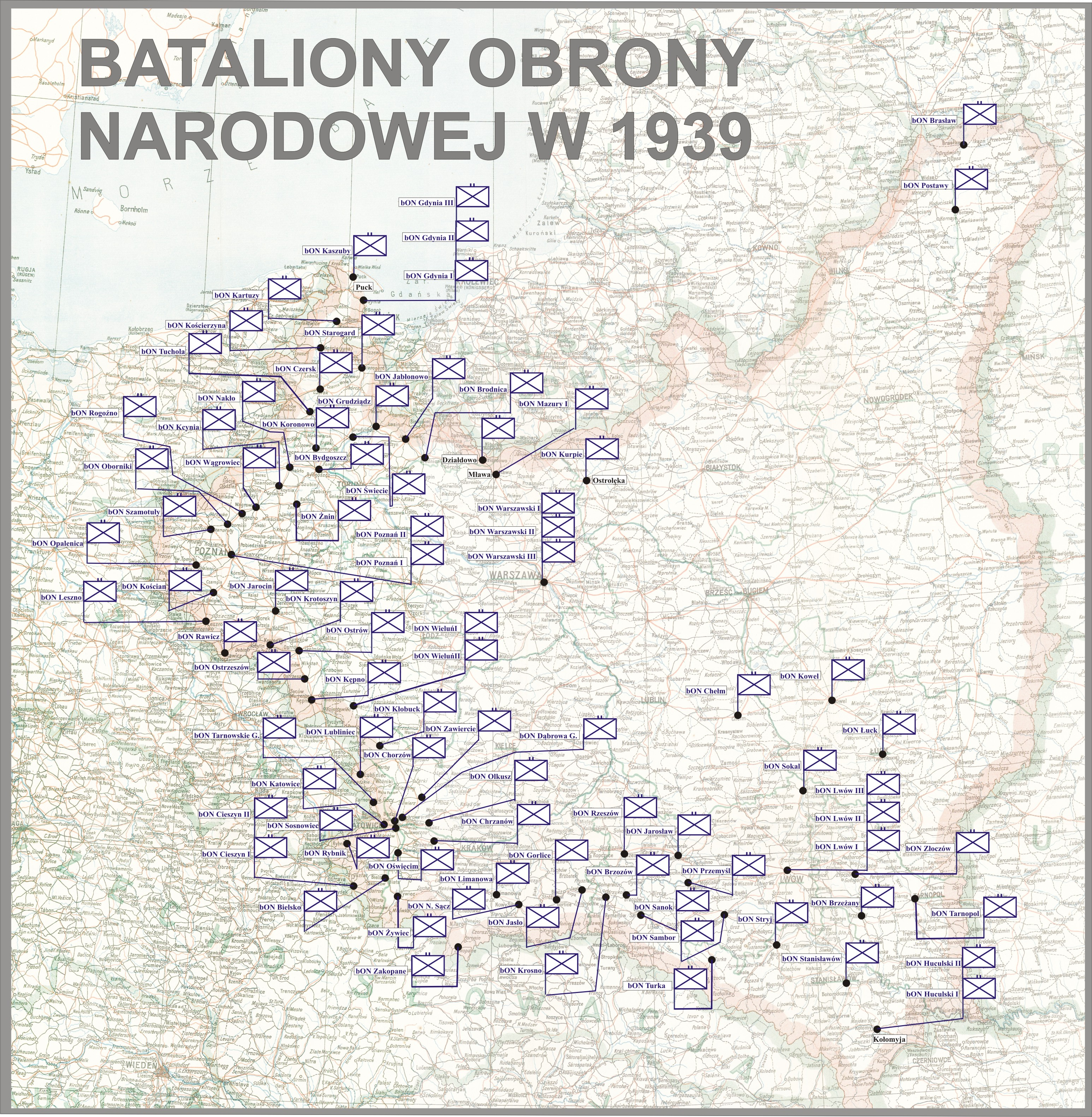
Obrona Narodowa w 1939

Etat batalionu Obrony Narodowej typ II wprowadzony został na podstawie rozkazu L.dz. 1600/Tjn. szefa Departamentu Piechoty Ministerstwa Spraw Wojskowych z 27 kwietnia 1939 o utworzeniu nowych brygad ON oraz o zorganizowaniu nowych jednostek w istniejących brygadach ON. 
Do wybuchu II wojny światowej przeformowano 6 pododdziałów tego typu. Wszystkie zostały utworzone w roku 1937. Ich stany liczebne oraz uzbrojenie i wyposażenie było niemal równorzędne z czynnymi batalionami piechoty. W planie mobilizacyjnym „W” pododdziały te oznaczono kolejnymi numerami od 81 do 86 i zakładano, że wejdą w skład dwu rezerwowych pułków piechoty: 208 i 209:
- Batalion Piechoty Nr 81 mob. przez 1 batalion strzelców w Chojnicach na bazie Tucholskiego batalionu ON,
- Batalion Piechoty Nr 82 mob. przez II batalion 65 Starogardzkiego pułku piechoty w Gniewie na bazie Starogardzkiego batalionu ON,
- Batalion Piechoty Nr 83 mob. przez 62 pułk piechoty w Bydgoszczy na bazie Kcyńskiego natalionu ON,
- Batalion Piechoty Nr 84 mob. przez 2 batalion strzelców na bazie Kościerskiego batalionu ON,
- Batalion Piechoty Nr 85 mob. przez 1 batalion strzelców na bazie Czerskiego batalionu ON,
- Batalion Piechoty Nr 86 mob. przez 61 pułk piechoty wielkopolskiej na bazie Nakielskiego batalionu ON.

Struktura organizacyjna batalionu ON typ II:
- poczet dowódcy
- oddział łączności
  - 3 patrole telefoniczne
  - 3 patrole sygnałów optycznych
  - drużyna kolarzy
- sekcja sanitarna (oficer lekarz + 2 podoficerów sanitarnych + 4 sanitariuszy)
- 1 kompania strzelecka
  - poczet dowódcy
  - sekcja granatników
  - drużyna gospodarcza
  - 3 plutony strzeleckie a. 3 drużyny (w 1 drużynie był rkm)
- 2 kompania strzelecka
  - poczet dowódcy
  - sekcja granatników
  - drużyna gospodarcza
  - 3 plutony strzeleckie a. 3 drużyny (w 1 drużynie był rkm)
- 3 kompania strzelecka
  - poczet dowódcy
  - sekcja granatników
  - drużyna gospodarcza
  - 3 plutony strzeleckie a. 3 drużyny (w 1 drużynie był rkm)
- pluton karabinów maszynowych i broni towarzyszącej
  - poczet dowódcy
  - 3 drużyny
  - działon moździerza

Stan osobowy batalionu ON typ II liczył 557 (560) żołnierzy:
- 16 oficerów, w tym 12 oficerów rezerwy
- 126 (123) podoficerów, w tym 115 podoficerów rezerwy
- 418 szeregowców rezerwy

Zgodnie z etatem batalion miał być uzbrojony w:
- 28 pistoletów
- 333 karabiny
- 164 karabinki
- 6 granatników wz. 1936
- 9 ręcznych karabinów maszynowych
- 3 ciężkie karabiny maszynowe
- 1 moździerz piechoty wz. 1931

Bataliony ON typ II nie otrzymały hełmów i pistoletów dla oficerów rezerwy, którym w zamian przydzielone zostały karabinki. Poza tym otrzymały pełne etatowe uzbrojenie.
Na etatowe wyposażenie pododdziału składały się:
- 40 koni taborowych
- 12 wozów
- 10 biedek
- 3 kuchnie polowe
- 1 samochód ciężarowy
- 4 motocykle
- 22 rowery